# CS-C
株式会社CS-C（シーエスシー　英：CS-C.Co.,Ltd.）は、ローカルビジネス（飲食店、美容室・美容サロン、旅館・ホテルなど地域に根差した店舗ビジネスの総称）の発展に寄与するサービスを提供する日本の企業。 本社を東京都港区に置く。

## 概要
2011年に椙原健により設立された。「かかわる“Ｃ”に次のステージを提供し、笑顔になっていただく。」をミッションに、ローカルビジネスに特化したマーケティング企業として誕生し、SaaS型統合マーケティングツール「C-mo」や、コンサルティング×アウトソーシングサービス「C-mo Pro」などのサービスを展開することで、ローカルビジネスの活性化、ひいては日本経済全体の活性化を目指している。

## 社名の由来
「CS-C」の前半の「CS」は「Coming Stage（カミング・ステージ）」と「Create Smile（クリエイト・スマイル）」の2つを表している。
後半の「-C」は
- CLIENT（クライアント）
- COUNTRY／COMMUNITY（国／地域）
- CONSUMER（消費者）
- CHILDREN（子どもたち）

を指し、ミッション（企業理念）でもある【かかわる“Ｃ”に次のステージを提供し、笑顔を創造していける存在でありたい】という想いが込められている。

## 企業理念

### ミッション（企業理念）
かかわる“Ｃ”に次のステージを提供し、笑顔になっていただく。

### ビジョン
1. マーケティング、テクノロジー、コンサルティングスキルを武器とし、ローカルビジネスの活性化を通じて、消費者に日々の楽しみを提供し、店舗、街・地域、国が活性化されている状態。
2. 公益資本主義の浸透により、ビジネスと社会貢献が両立する世界が確立している状態[8]。

## 沿革
- 2011年10月 - 椙原健が株式会社CS-C（資本金1,000千円）を東京都北区に設立
- 2012年7月 -「外食版SEOサービス」をリリース
- 2013年12月 - 本店を東京都豊島区へ移転
- 2014年4月 - ローカルビジネスのデジタルマーケティングを運用する。飲食店向けコンサル×アウトソーシングサービス「C+ gourmet」（現・C-mo Pro gourmet）をリリース
- 2015年1月 - 本店を東京都渋谷区へ移転
- 2016年10月 - 本店を東京都港区へ移転
- 2018年10月 - 飲食店向けSaaS型統合マーケティングツール「C-mo gourmet」および美容室・美容サロン向けコンサル×アウトソーシングサービス「C+ beauty」（現・C-mo Pro beauty）をリリース。本店を東京都港区内で移転
- 2019年1月 - 大阪府大阪市西区に大阪支社開設
- 2020年6月 - テイクアウトやデリバリーを強化する飲食店向けサービス「C+ togo」（現・C-mo Pro togo）をリリース
- 2021年2月 - 美容室・美容サロン向けSaaS型統合マーケティングツール「C-mo beauty」をリリース
- 2021年12月 - 東京証券取引所マザーズに株式を新規上場
- 2022年4月 - 東京証券取引所の市場区分見直しに伴い、株式を「グロース市場」へ移行
- 2023年10月 - 旅館・ホテル向けコンサル×アウトソーシングサービス「C+ travel」（現 C-mo Pro travel）をリリース
- 2024年4月 - インバウンド客向け飲食店・食体験多言語予約サービス「JAPAN FOOD GUIDE」をリリース
- 2024年8月 - 株式会社CS-R設立[3]

## 事業内容

### ローカルビジネスDX事業
- C-mo - ニーズ調査から新規客獲得、固定客化に必要な機能が『ワンストップ』で備わり、デジタルマーケティングに掛かる作業工数削減と集客力アップを同時に実現する、SaaS型統合マーケティングツール。
- C-mo Pro（旧「C+」）- デジタルマーケティングに係るプラン策定から、作業代行、効果検証まで、専属コンサルタントが店舗のマーケティングを一気通貫でトータルサポートするコンサルティング×アウトソーシングサービス。
- JAPAN FOOD GUIDE - インバウンド客の送客を通じて、クライアント店舗の客数と客単価向上を実現し、売上アップを支援する、インバウンド客向け飲食店・食体験予約サービス。
- デジタル広告 - クライアントの集客力アップや企業のブランド認知度向上につながる、Google広告やYahoo!広告、SNS広告等の運用代行サービス。

## 事業所
- 東京本社 - 東京都港区芝浦4-13-23　MS芝浦ビル12階
- 大阪支社 - 大阪府大阪市中央区道修町2-1-10　T・M・B道修町ビル3階[3]

## 役員構成

### 取締役
- 代表取締役社長 兼 CEO　椙原健
- 取締役　森田大輔
- 取締役CTO　宇田川政幸
- 取締役CFO　向田光裕
- 取締役　庄子素史
- 取締役　戸所岳大
- 社外取締役　福田貴史
- 取締役（常勤監査等委員）　林宏一
- 社外取締役（監査等委員）　中山茂
- 社外取締役（監査等委員）　山口満[3]

### 執行役員
- 執行役員　河野圭介
- 執行役員　石黒博和
- 執行役員　金城一樹[3]

## 受賞歴
- 「ベストベンチャー100」6年連続受賞（2017～2022年）
- 「働きがいのある会社ランキング ベストカンパニー」6年連続受賞（2016～2021年）[9]
- 「2019年注目企業30（経済界主催）」選定[10]